# Червоноселье
Червоноселье (укр. Червоносілля) — село в Петровской поселковой общине Александрийского района Кировоградской области Украины.
До 2020 года входило в Петровский район
Население по переписи 2001 года составляло 367 человек. Почтовый индекс — 28310. Телефонный код — 5237. Код КОАТУУ — 3524983709.